# Kōbō Abe
Pour les articles homonymes, voir Abe.
Œuvres principales
La Femme des sables (1962)
Kōbō Abe (安部 公房, Abe Kōbō), de son vrai nom Kimifusa Abe (安部 公房, Abe Kimifusa), né le 7 mars 1924 à Tokyo et mort le 22 janvier 1993 à Tokyo, est un romancier, dramaturge et scénariste japonais.

## Biographie
Kōbō Abe est né en 1924.
Il passe son enfance à Mukden en Mandchourie, où son père travaille en tant que médecin. Il possède alors une collection d'insectes, ce dont il se souviendra dans son roman La Femme des sables. Il développe un grand intérêt pour les mathématiques, la philosophie (Heidegger, Jaspers, Nietzsche) et la littérature (Dostoïevski et Edgar Allan Poe). Il doit revenir à Tokyo en 1941 pour effectuer son service militaire, expérience qui le rend profondément antimilitariste. Il fait ensuite des études de médecine, de 1943 à 1948, tout en écrivant des poèmes et des nouvelles. Il échoue à plusieurs reprises à ses examens, puis abandonne ses études pour se consacrer totalement à la littérature, sa femme Machi, une dessinatrice connue, illustrant ses œuvres.

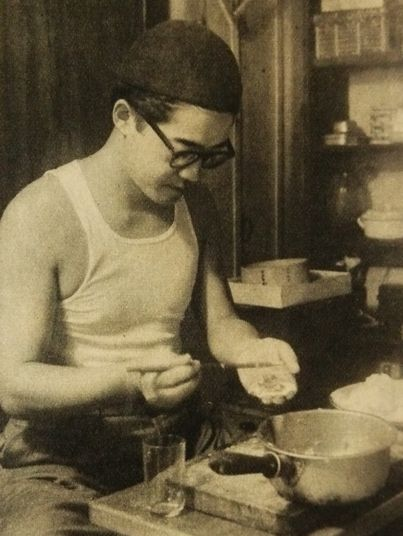
Kōbō Abe en 1954.

Son court roman, Kabe (Les Murs), obtient en 1951 le prix Akutagawa, le plus grand prix littéraire japonais. Écrivain, mais aussi militant communiste, il participe au groupe Littérature populaire, organise un cercle littéraire dans un quartier d'usines et publie dans d'innombrables revues. En 1962, paraît La Femme des sables, roman qui obtient au Japon le prix du Yomiuri, en France le prix du Meilleur livre étranger et qui fait l'objet d'un film mis en scène par Hiroshi Teshigahara. Inscrit au Parti communiste japonais depuis 1945, Abe Kōbō en est exclu après la publication de cet ouvrage, dont le thème, la perte d'identité, n'est guère en accord avec l'idéologie communiste.
Dès le milieu des années 1950, il commence à écrire pour le théâtre. À ce jour, sa seule pièce traduite en France, Les Amis (1967), est le récit absurde d'un homme ordinaire qui voit son appartement envahi par une famille qui impose bientôt sa loi, grâce à des votes « démocratiques » où, grâce au nombre de ses membres la dite famille s'arroge toujours la majorité. Quand l'homme tente de se rebeller, il est mis en cage avant que la famille décide de son sort.
Dans les années 1960, Kōbō Abe signe, en collaboration avec le réalisateur Hiroshi Teshigahara, les scénarios de quatre films qui obtiennent une audience internationale.
Kōbō Abe meurt d'une faiblesse cardiaque à Tokyo en 1993.

## Liste des œuvres traduites en français
- 1949-1966 : Mort anonyme (無関係な死), dix nouvelles traduites par Minh Nguyen Mordvinoff, Denoël (collection "Empreinte"), 1994 ; Le Livre de poche (collection "Biblio"), 1995. Ce recueil comprend :
  - Mort anonyme
  - L'Envoyé spécial
  - Le Rêve du soldat
  - Les Envahisseurs
  - La Transformation
  - Le Beau parleur
  - La Vie d'un poète
  - Dendrocacalia
  - Le Pari
  - Au-delà du tournant
- 1951 : Les Murs (壁), six nouvelles traduites par Marc Mécrant, Le Calligraphe-Picquier, 1985 ; Picquier poche, 1994. Ce recueil comprend :
  - Le Crime de Monsieur S. Karma
  - Le Cocon rouge
  - L'Inondation
  - La Craie magique
  - Les Affaires
  - Le Tanuki de la tour de Babel
- 1951 : Vie d'un poète (詩人の生涯), dans Anthologie de nouvelles japonaises contemporaines (Tome I), nouvelle traduite par Marc Mécréant, Gallimard, 1986.
- 1957 : Soldat d'un rêve (夢の兵士), dans Les Paons La Grenouille Le Moine-Cigale et dix autres récits (Tome 3 - 1955-1970), nouvelle traduite par Pascale Montupet, Le Calligraphe-Picquier, 1988 (réédition Philippe Picquier, 1991) ; Anthologie de nouvelles japonaises (Tome III - 1955-1970) - Les Paons La Grenouille Le Moine-Cigale, Picquier poche, 1998.
- 1962 : La Femme des sables (砂の女), roman traduit par Georges Bonneau, Stock, 1967 ; Stock (collection "Bibliothèque cosmopolite"), 1979 (réédition 1994) ; Le Livre de poche (collection "Biblio"), 1992 ; Stock ("Bibliothèque Cosmopolite"), 1996.
- 1964 : La Face d'un autre (他人の顔), roman traduit par Tzunemaro Otani avec la collaboration de Louis Frédéric, Stock, 1969 ; Stock (collection "Bibliothèque cosmopolite"), 1987 (réédition 1994).
- 1967 : Le Plan déchiqueté (燃えつきた地図), roman traduit (de l'anglais) par Jean-Gérard Chauffeteau, Stock (collection "Nouveau cabinet cosmopolite"), 1971 ; Stock (collection "Bibliothèque cosmopolite"), 1988 ; Le Livre de poche (collection "Biblio"), 1993.
- 1967 : Les Amis (友達), pièce de théâtre en deux actes traduite par Cécile Sakai et Françoise Sakai, Gallimard (collection "Le Manteau d'Arlequin"), 1987.
- 1973 : L'Homme-boîte (箱男), roman traduit par Suzanne Rosset, Stock (collection "Nouveau cabinet cosmopolite"), 1979 ; Stock (collection "Bibliothèque cosmopolite"), 1986 (réédition 1994) ; Stock ("La Cosmopolite"), 2001.
- 1977 : Rendez-vous secret (密会), roman traduit par René de Ceccatty et Ryôji Nakamura, Gallimard (collection "Du monde entier"), 1985 ; Gallimard (collection "Folio"), 1996 ;  Gallimard (collection "L'Imaginaire"), 2011.
- 1984 : L'Arche en toc (方舟さくら丸), roman traduit par René de Ceccatty et Ryôji Nakamura, Gallimard (collection "Du monde entier"), 1987.
- 1986 : Image en suspens (Chûzuri no e), dans Cahiers pour un temps - Écritures japonaises, traduit par Hasae Fusako, Centre Georges Pompidou, 1986.
- 1991 : Cahier kangourou (カンガルー・ノート), roman traduit par René de Ceccatty et Ryôji Nakamura, Gallimard (collection "Du monde entier"), 1995 ; Gallimard (collection "L'Imaginaire"), 2003.

## Filmographie

### Réalisateur
- 1980 : Toki no gake (時の崖?)
- 1980 : Kozō wa shinda (仔象は死んだ?)

## Adaptations
- 1962 : Le Traquenard (おとし穴, Otoshiana?), film japonais réalisé par Hiroshi Teshigahara, d'après une pièce télévisée intitulée Rengoku (Purgatoire), musique de Tōru Takemitsu, avec Hisashi Igawa
- 1964 : La Femme des sables (砂の女, Suna no onna?)[2] ou La Femme des dunes, film japonais réalisé par Hiroshi Teshigahara, d'après le roman éponyme, avec Eiji Okada et Kyōko Kishida
- 1966 : Le Visage d'un autre (他人の顔, Tanin no kao?), film japonais réalisé par Hiroshi Teshigahara, d'après le roman La Face d'un autre, avec Tatsuya Nakadai
- 1968 : L'Homme sans carte (燃えつきた地図, Moetsukita chizu?), film japonais réalisé par Hiroshi Teshigahara, d'après le roman Le Plan déchiqueté, avec Shintarō Katsu
- 1988 : Friends, film suédo-japonais réalisé par Kjell-Åke Andersson, d'après la pièce Les Amis, avec Dennis Christopher, Sven Wollter, Stellan Skarsgård et Lena Olin